# Johan Jasper Abraham Kruijff
Johan Jasper Abraham Kruijff (Arnhem, 18 maart 1908 – 16 juli 1971) was een Nederlands politicus van de Christelijk-Historische Unie (CHU).
Hij werd geboren als zoon van Bartholomeus Kruijff (1867-1936; handelsagent) en Geertruida Paulina Maria van de Lande (1870-1958). Hij was aanvankelijk werkzaam in de techniek maar ging daarna werken bij de gemeentesecretarie van Zuidland. Later maakte hij de overstap naar de gemeente Woudenberg waarna hij in dienst trad bij de gemeente Hazerswoude. Kruijff was daar commies voor hij in februari 1947 benoemd werd tot burgemeester van Den Bommel. Vanaf 1953 was hij daarnaast waarnemend burgemeester van Stad aan 't Haringvliet. In augustus 1954 volgde zijn benoeming tot burgemeester van de Gelderse gemeente Steenderen. Tijdens dat burgemeesterschap overleed hij in 1971 op 63-jarige leeftijd.